# Karol Zalewski
Pour les articles homonymes, voir Zalewski.
Karol Zalewski (né le 7 août 1993 à Reszel) est un athlète polonais, spécialiste du sprint.
Depuis le 4 mars 2018, il est l'actuel codétenteur du record du monde en salle du relais 4 x 400 m en 3 min 01 s 77, réalisé avec ses coéquipiers polonais lors de la finale des championnats du monde en salle de Birmingham.

## Biographie
Aux Championnats du monde juniors 2012, Karol Zalewski termine au pied du podium sur 200 mètres, départagé au 1/1000e avec l'Américain Tyreek Hill pour la médaille de bronze. Il participe également aux deux relais polonais : sur 4 × 100 mètres, il prend une nouvelle 4e place, tandis que sur 4 × 400 mètres, il remporte l'argent aux côtés de Rafał Smoleń, Piotr Kuśnierz et Patryk Dobek.
L'année suivante, aux championnats d'Europe espoirs de Tampere, il remporte le titre sur 200 m (20 s 41) et l'argent sur 4 x 100 m (38 s 81). Il réalise cette même collection lors de l'édition de Tallinn en 2015.
Le 4 mars 2018, en finale de relais 4 x 400 m des championnats du monde en salle de Birmingham, Zalewski et ses coéquipiers remporte la médaille d'or devant l'équipe des États-Unis, invaincue sur la discipline depuis 2003, et battent à cette occasion le record du monde en salle en 3 min 01 s 77, améliorant l'ancien record de 3 min 02 s 13 des américains datant de 2014. Les Polonais réalisent l'exploit des championnats, puisqu'aucun des quatre membres du relais n'a un record sous les 46 secondes au 400 m en salle, et surtout de battre l'équipe américaine.

## Palmarès
| Date | Compétition                       | Lieu        | Résultat | Épreuve         | Temps         |
| ---- | --------------------------------- | ----------- | -------- | --------------- | ------------- |
| 2012 | Championnats du monde juniors     | Barcelone   | 4e       | 200 m           | 20 s 54       |
| 2012 | Championnats du monde juniors     | Barcelone   | 4e       | 4 × 100 m       | 39 s 47       |
| 2012 | Championnats du monde juniors     | Barcelone   | 2e       | 4 × 400 m       | 3 min 05 s 05 |
| 2013 | Championnats d'Europe espoirs     | Tampere     | 1er      | 200 m           | 20 s 41       |
| 2013 | Championnats d'Europe espoirs     | Tampere     | 2e       | 4 × 100 m       | 38 s 81       |
| 2014 | Championnats d'Europe par équipes | Brunswick   | 1er      | 200 m           | 20 s 56       |
| 2015 | Championnats d'Europe en salle    | Prague      | 2e       | 4 × 400 m       | 3 min 02 s 97 |
| 2015 | Relais mondiaux de l'IAAF         | Nassau      | 4e       | 4 × 200 m       | 1 min 22 s 85 |
| 2015 | Championnats d'Europe par équipes | Tcheboksary | 4e       | 200 m           | 20 s 81       |
| 2015 | Championnats d'Europe espoirs     | Tallinn     | 1er      | 200 m           | 20 s 49       |
| 2015 | Championnats d'Europe espoirs     | Tallinn     | 2e       | 4 x 400 m       | 3 min 05 s 35 |
| 2016 | Championnats d'Europe             | Amsterdam   | 6e       | 4 × 100 m       | 38 s 69       |
| 2017 | Championnats d'Europe par équipes | Lille       | 6e       | 4 x 100 m       | 39 s 21       |
| 2018 | Championnats du monde en salle    | Birmingham  | 1er      | 4 x 400 m       | 3 min 01 s 77 |
| 2018 | Coupe du monde                    | Londres     | 2e       | 4 x 100 m       | 3 min 2 s 81  |
| 2018 | Championnats d'Europe             | Berlin      | 4e       | 400 m           | 45 s 34       |
| 2018 | Championnats d'Europe             | Berlin      | 5e       | 4 x 400 m       | 3 min 2 s 27  |
| 2021 | Jeux olympiques                   | Tokyo       | 1er      | 4 × 400 m mixte | 3 min 9 s 87  |
| 2022 | Championnats du monde             | Eugene      | 4e       | 4 x 400 mixte   | 3 min 12 s 31 |
| 2022 | Championnats d'Europe             | Munich      | 6e       | 400 m           | 45 s 62       |
| 2024 | Jeux olympiques                   | Paris       | 7e       | 4 × 400 m mixte | 3 min 12 s 39 |

## Records
| Épreuve    | Temps   | Lieu      | Date            |
| ---------- | ------- | --------- | --------------- |
| 100 mètres | 10 s 25 | Bydgoszcz | 29 juin 2013    |
| 200 mètres | 20 s 26 | Sopot     | 28 juillet 2016 |
| 400 mètres | 45 s 11 | Berlin    | 8 août 2018     |